# Ralf Meyer (Schriftsteller)
Ralf Meyer (* 21. November 1970 in Lutherstadt Eisleben) ist ein deutscher Dramaturg und Schriftsteller.

## Leben
Ralf Meyer studierte Germanistik, Philosophie, Soziologie und Medienwissenschaften an der Martin-Luther-Universität Halle-Wittenberg. In dieser Zeit schloss er Bekanntschaft mit André Schinkel, beide verfolgten gemeinsam mehrere literarische Projekte. 1999 schloss er sein Studium mit dem Magister ab.
Im Anschluss arbeitete Meyer als Dramaturg am Puppentheater in Halle. Bundesweiten Erfolg konnte er 2003 mit seiner Inszenierung des Maskenspiels Die Schöne und das Biest erreichen. Das Stück wurde im selben Jahr mit dem Hauptpreis des Kinder- und Jugendtheaterfestivals Traumspiele ausgezeichnet und vom ZDF ausgestrahlt. Mit der Inszenierung gastierte Meyer in Deutschland, Österreich und der Schweiz sowie in Frankreich, Irland und Kanada.
Meyer wechselte 2006 als Chefdramaturg an das neue theater Halle, bevor er 2011 die Chefdramaturgie am Puppentheater übernahm.
Parallel zu seiner Tätigkeit als Dramaturg ist Meyer als Schriftsteller aktiv. 1991 war er an der Neugründung des Halleschen Dichterkreises beteiligt. Als Mitglied des Förderkreises der Schriftsteller in Sachsen-Anhalt prägte Meyer vor allem die mitteldeutsche Literaturszene mit. In Halle engagiert sich Meyer außerdem als Vorstandsvorsitzender des Vereins Literaturhaus Halle. Seit 2008 ist er zudem Mitglied des PEN-Zentrums Deutschland.

## Veröffentlichungen (Auswahl)

### Bücher
- Die Innenwände des Horns. Gedichte. Halle (Saale): Stekovics, 1996.
- Primitives Herz. Künstlerbuch, 1998.[2]
- Rausch für wochentags. Halle (Saale): Förderkreis der Schriftsteller in Sachsen-Anhalt, 2003.
- Wiederstedter Elegien. Halle (Saale): Mitteldeutscher Verlag, 2009.
- Sonette bei den Brombeeren. Halle (Saale): Mitteldeutscher Verlag, 2013 (2. Aufl. 2015).

### Anthologien, Zeitschriften, Reihen
- Nachwort. In: Werner Makowski: Aus Charons Kahn. Gedichte. Halle (Saale): Stekovics, 1997 (2. Aufl. 1998)
- Der archäologische Blick des Ausgeschlossenen. In: André Schinkel: Die Spur der Vogelmenschen. 46 Gedichte. Halle (Saale): Mitteldeutscher Verlag, 1998. S. 78–80.
- Von der Ähnlichkeit der Zeichen. In: Ort der Augen. 3/2008.
- Drei Historien. In: Ort der Augen. 4/2010
- Sonette bei den Brombeeren I. In: Ort der Augen. 2/2013.
- Fünf Gedichte. In: Ort der Augen. 3/2018.
- (Mitherausgabe) Nachklang. 30 Jahre Künstlerbuch Almanach Common Sense 1989-2018. Bernburg: Edition Augenweide, 2020.